# Lesencetomaj
Lesencetomaj is een plaats (község) en gemeente in het Hongaarse comitaat Veszprém. Lesencetomaj telt 1121 inwoners (2001).

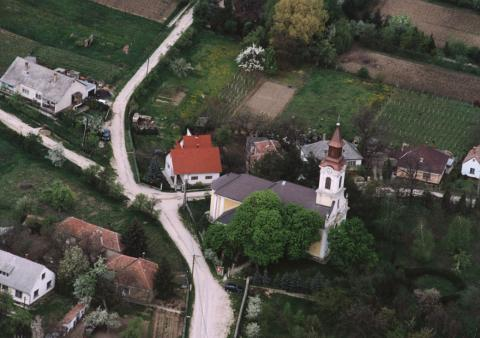
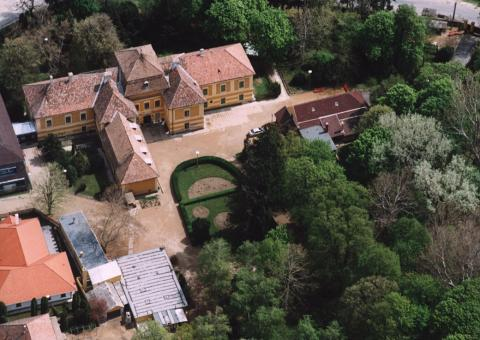
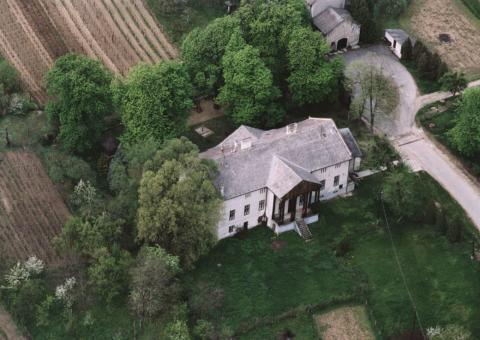